# Riu Arieja
El riu Arieja (en occità Arièja, en francès Ariège) és un riu del vessant atlàntic dels Pirineus. Neix a l'estany de Fontnegra, a la Cerdanya, i fa de límit entre aquesta comarca i Andorra. La seua capçalera és a la coma d'Or, on és l'estany de la coma d'Or, on rep el nom de riu de la Palomera. Situat dins la regió occitana del país de Foix, a l'alta vall del riu està la població de L'Ospitalet.
S'uneix per la dreta a la Garona, prop de Tolosa. El seu règim és nivopluvial, i serveix com a font d'electricitat a les centrals de l'Hospitalet de l'Arieja i Aston.

## Afluents
- Riu de Sant Josep. Venint del vessant oriental del port Dret desemboca al pla de la Vaca Morta.[4]